# Ilias Tsirimokos
Ilias Tsirimokos (en griego: Ηλίας Τσιριμώκος) (1907, Lamia, Grecia - 14 de julio de 1968, Atenas, Grecia), político griego.
Fue elegido diputado por primera vez en 1936 como miembro del partido liberal. Durante la Segunda Guerra Mundial, estando Grecia bajo ocupación nazi, cofundó un pequeño partido de izquierda, Unión de la Democracia Popular (ELD). En 1941, ELD se unió al movimiento de resistencia Frente de Liberación Nacional (EAM), y Tsirimokos fue miembro de su comité central. En 1944, fue nombrado Secretario de Justicia del Comité Político para la Liberación Nacional. 
Una vez concluida la guerra civil griega, Tsirimokos fue elegido de nuevo diputado al Parlamento por Atenas, en las filas del renombrado Partido Socialista-Unión de la Democracia Popular (SK-ELD). Fue reelegido en 1958, y de nuevo en 1961, 1963 y 1964 como miembro del Partido de Georgios Papandreu, Unión del Centro (EK). En 1963, fue Presidente del Parlamento.
Durante el periodo conocido como Apostasía de 1965, Tsirimokos fue nombrado primer ministro por el Rey Constantino el 20 de agosto para formar gobierno para formar un gobierno. No consiguió el voto de confianza del Parlamento por lo que tuvo que dimitir el 17 de septiembre tras haber estado tan solo 28 días en el cargo. El Rey le sustituyó por Stephanos Stephanopulos, en cuyo gobierno Tsirimokos ocupó varios cargos ministeriales.
Falleció el 14 de julio de 1968 en Atenas, durante la Dictadura de los Coroneles.
- Thanasis Diamantopoulos. Costas Mitsotakis. Biografía política (1961-1974): de Anendot a la dictadura . Β . Papazisi.
- Antonis Makridimitris (2000). Los ministros de Relaciones Exteriores de Grecia 1829-2000 . Atenas: Kastaniotis. pág.104.
- Enciclopedia Papyrus Larus Britannica . 58 . pág.247.
- Dimitris Paralikas recaudador de impuestos e.a. (1979). Conspiraciones . Atenea. páginas 333–334.
- "Tsirimokos falleció y está siendo enterrado con fondos públicos" (pdf) . Periódico Macedonia. 14 de julio de 1968 . Consultado el 28 de septiembre de 2019

- Datos: Q1371474